# Hoher Freschen
Der Hohe Freschen, im lokalen Dialekt /frœʃa/, ist ein 2004 m ü. A. hoher Berg im westlichen Teil des Bregenzerwaldgebirges, hoch über dem Rheintal und dem Laternsertal.

## Lage
Der Gipfel des Hohen Freschen bildet die höchste Erhebung des so genannten Freschenstocks, einer Reihe von mehreren aneinander hängenden Berggipfeln. Am höchsten Punkt des Hohen Freschens treffen die vier Gemeindegebiete von Dornbirn, Laterns, Zwischenwasser und Viktorsberg zusammen. Der Gipfel gehört zur nach ihm benannten Freschengruppe, einer Gebirgskette im Bregenzerwaldgebirge.
An der Nordwestflanke der Erhebung entspringt die Dornbirner Ach, ein etwa 30 km langer Fluss, der in den Bodensee mündet. Die bekannteste Schutzhütte, das Freschenhaus, befindet sich etwas südlich des Gipfels auf 1840 m ü. A.
Im langen, vom Gipfel nach Osten ziehenden Grat steht der markante Felsturm des Schusterstuhls (1917 m ü. A.).
Himmelsrichtung und Entfernung zum Hohen Freschen der folgenden Orte:
Rankweil 501 m (66° – 10,9 km), Ebnit 1.074 m (149° – 5,4 km), Mellau 684 m (237° – 9,2 km), Damüls 1.424 m (287° – 9 km), Laterns 927 m (50° – 7,2 km).
Die Nordwest-, Nordost- und Südwesthänge gehören zum Naturschutzgebiet Hohe Kugel - Hoher Freschen - Mellental.

## Aufstiege
- Vom Freschenhaus in etwa 45 Minuten
- Von der Unterfluhalpe über das Fluhlöchle und Binnelgrat in etwa 2¼ Stunden (nur für Geübte)
- Von Ebnit über die Valorsalpe und den Valüragrat in etwa 3¼ Stunden (nur für geübte Wanderer mit Trittsicherheit und Schwindelfreiheit!)

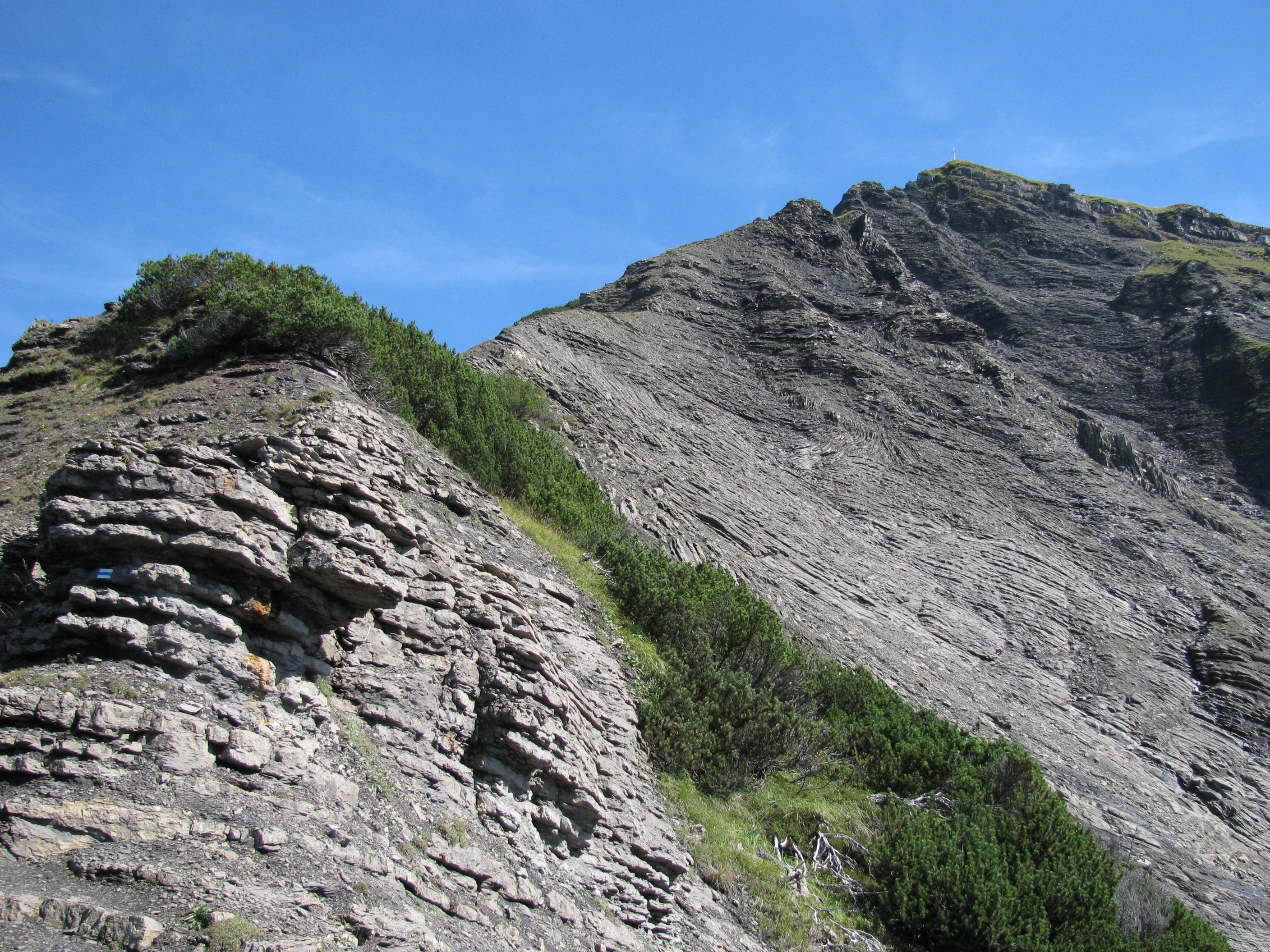
Am Valüragrat
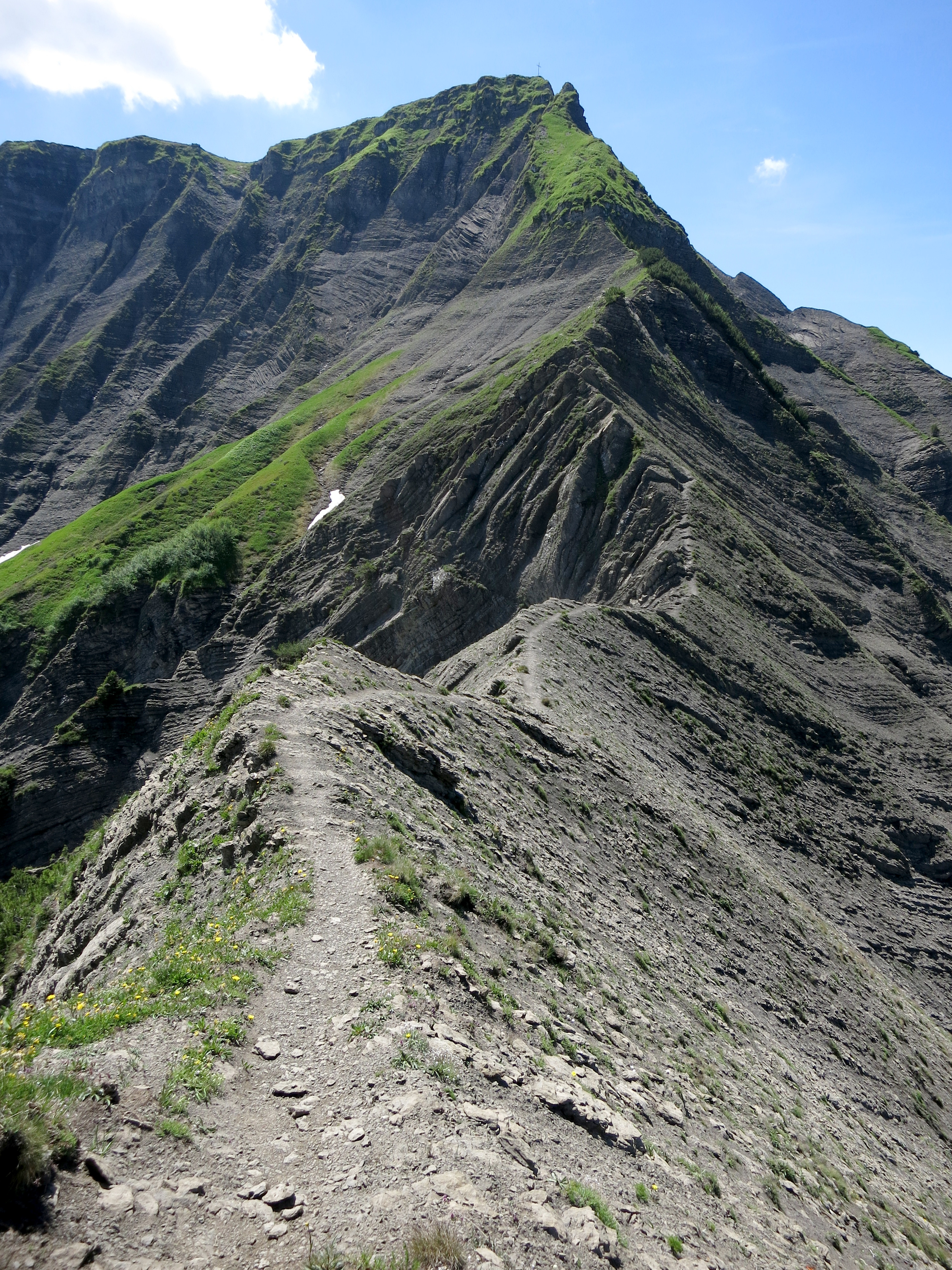
Der Binnelgrat
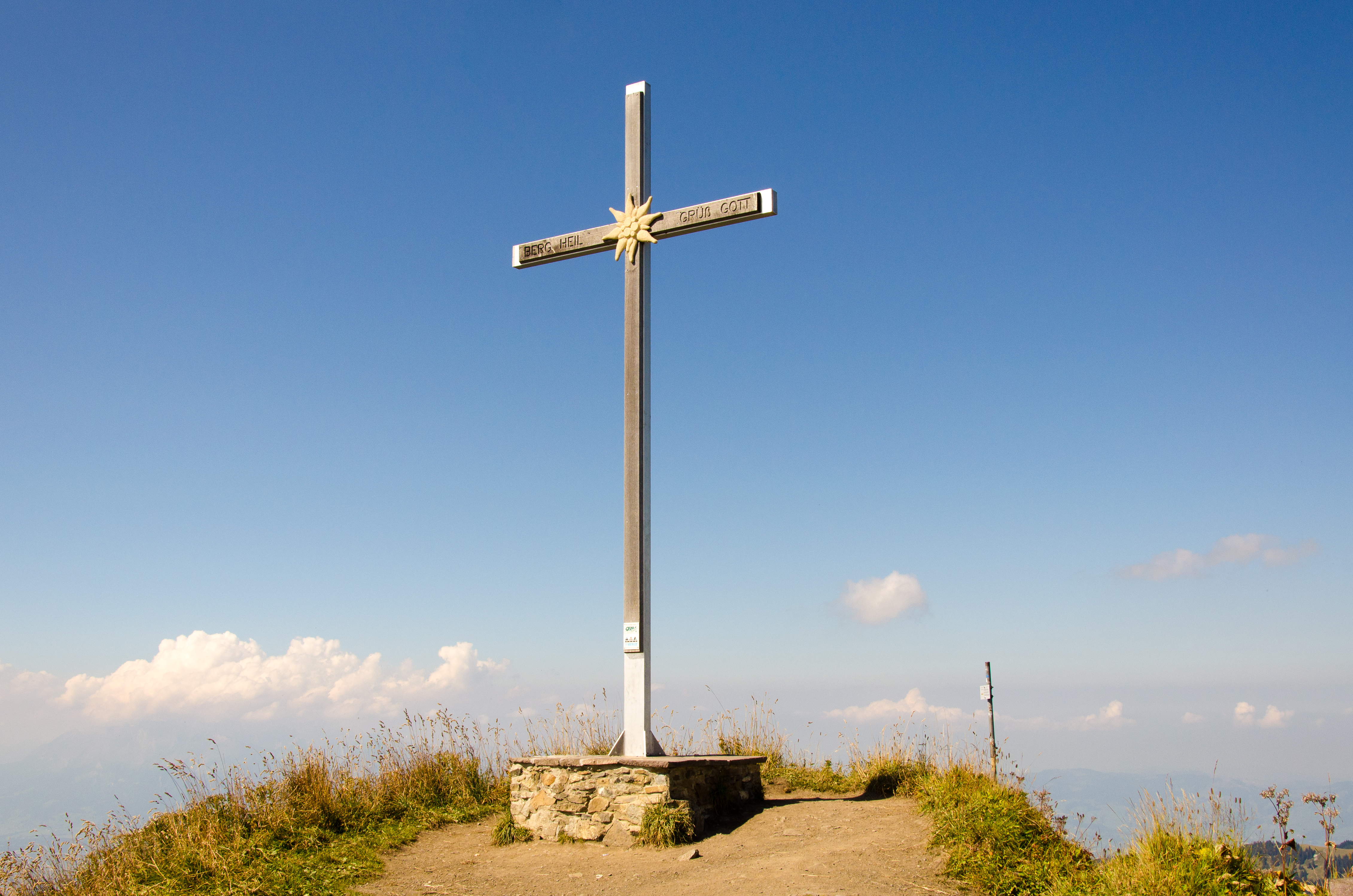
Gipfelkreuz
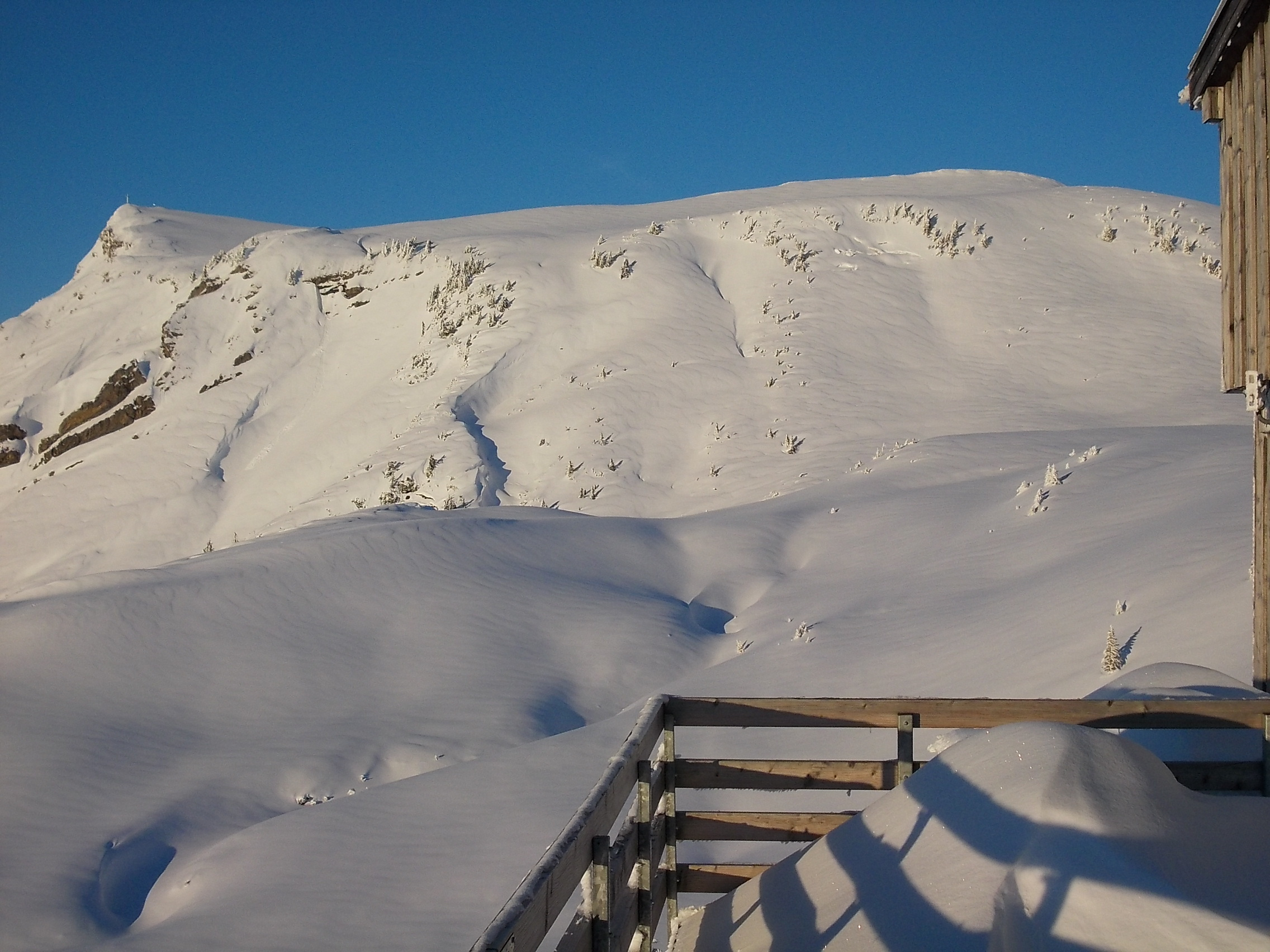
Blick von der Terrasse des Freschenhauses auf den Hohen Freschen
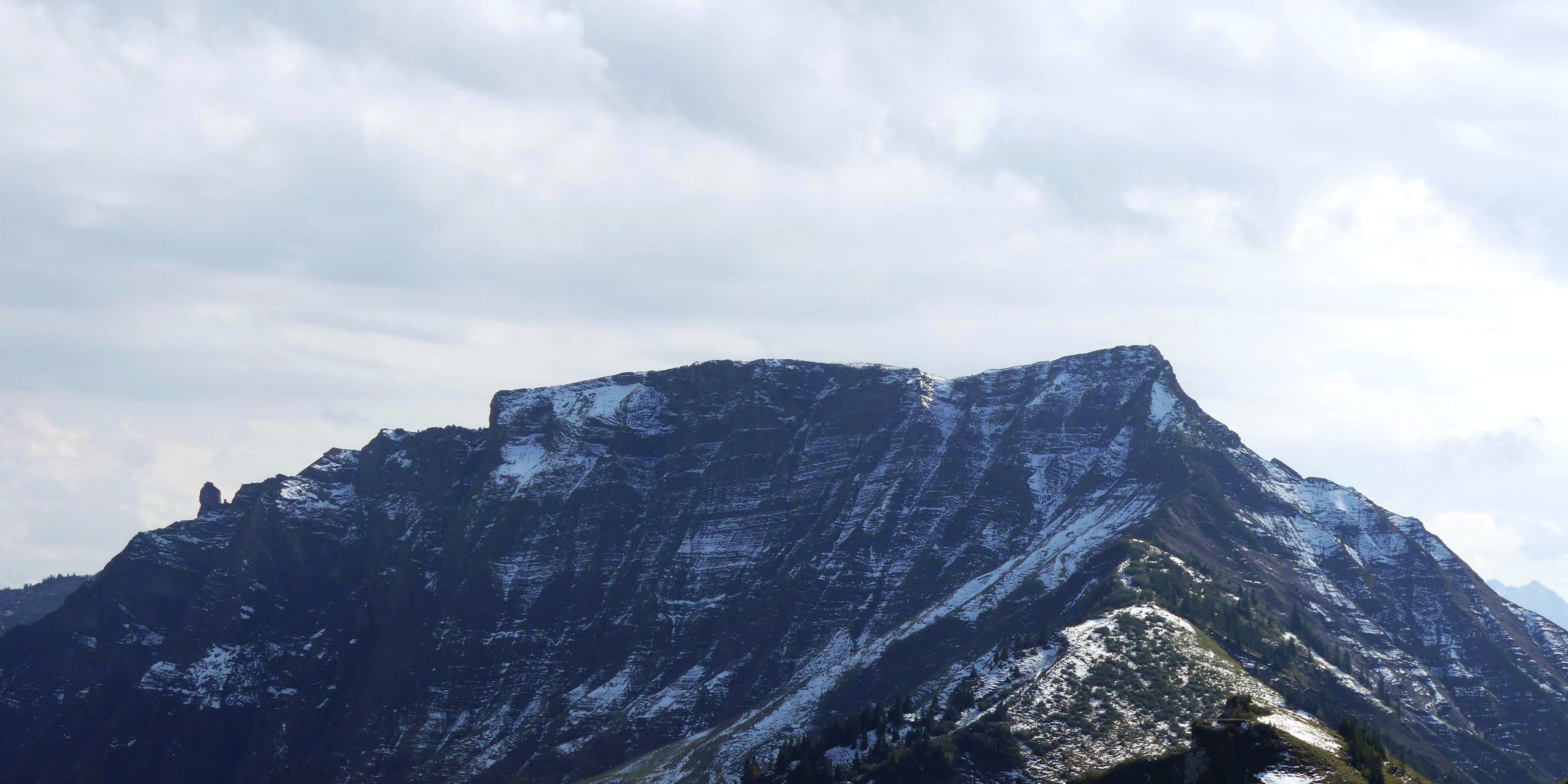
Das Felstürmchen im linken Bereich des Grates ist der Schusterstuhl

## Benachbarte Gipfel
(Höhe – Entfernung – Himmelsrichtung)
- Hohe Kugel 1.645 m (5.636 m – 302°)
- Alpkopf 1.788 m (2.436 m – 353°)
- Mörzelspitze 1.830 m (4.976 m – 29°)
- Sünserspitze 2.061 m (4.318 m – 94°)
- Hohe Matona 1.998 m (1.386 m – 143°)
- Nob 1.785 m (3.037 m – 200°)

## Stützpunkt
- Freschenhaus (1840 m)

## Aussicht
Der weit gegen das Alpenrheintal vorgeschobene und dieses um fast 1600 Höhenmeter überragende Gipfel erlaubt eine weite Rundumsicht; aufgrund seiner Lage besonders nach Westen und Norden.
- nach Osten: Allgäuer Alpen mit Durchblick zur Zugspitze
- nach Südosten: Lechquellengebirge mit Durchblicken zum Verwall (z. B. Faselfadspitze, Seeköpfe) und zur Silvretta (z. B. Piz Linard)
- nach Süden: Laternsertal, Walserkamm, dahinter der Rätikon mit Durchblicken z. B. zum Piz Zupo (Berninagruppe) und Piz Ela (Albula-Alpen)
- nach Südwesten: Rätikon, Glarner Alpen (z. B. Ringelspitz Tödi), Alviergruppe (mit Durchblick zu Güferhorn und Rheinwaldhorn)
- nach Westen: Glarner Alpen (mit Durchblick zum Oberalpstock), Schwyzer Alpen, Churfirsten, Alpstein, Appenzeller Berge, rechts dahinter in der Ferne Schweizer Jura.
- nach Nordwesten: Schwarzwald (z. B. Belchen, Feldberg, Kandel), Schwäbische Alb
- nach Norden: Bregenzerwald, Bodensee, Württembergisches Allgäu.[2] Sofern der Dunst es erlaubt, ist im Norden in 123 km Entfernung auch der Turm des Ulmer Münsters auszumachen.[3]

## Geschichte und Wortbedeutung
Bereits im 3. Jahrhundert wurde der Hohe Freschen als Wach- und Beobachtungspunkt benutzt. Im Walgau siedelten damals Rätoromanen, im Alpenrheintal Alemannen. Der Name Freschen (auch Frexen, Fröschen) stehe im Zusammenhang mit den heute noch gebräuchlichen Worten Fressen bzw. Essen und soll sich auf die Beweidung der Hänge bzw. das Mähen beziehen. Aufzeichnungen über die Alpwirtschaft am Hohen Freschen reichen bis ins Jahr 883 zurück; die Obere Saluveralpe befindet sich nur wenige Gehminuten unterhalb des Freschenhauses. Adelung nennt als verwandte Worte zu „fressen“ in seinem Grammatisch-kritischen Wörterbuch der Hochdeutschen Mundart auch „fretzen“, „frexen“, „atzen“. Ähnliche Bedeutung in Hoher Fraßen.